# 林国泰
丹斯里林国泰（英語：Lim Kok Thay，1951年8月16日—）是一位马来西亚华人企业家。

## 生平
祖籍福建省泉州市安溪县，生於馬來西亞吉隆坡甲洞，為馬來西亞已故賭王林梧桐的次子，現任雲頂集團、麗星郵輪主席，持有英國倫敦大學土木工程系本科、哈佛大學商學院管理EMBA學位，1976年加入其父創辦的雲頂集團，1993年8月，林国泰策劃雲頂集團投資麗星郵輪計劃，
在2003年除夕林梧桐正式退休，林國泰接掌雲頂集團。有媒體指林國泰家族有意進軍越南、澳門丶澳大利亚賭業。
2019年2月28日，林国泰出席云顶集团和马来亚大学举办首届“迈向健康老龄化”系列研讨会后，在记者会上说，赌博税的提高并不能控制，因此需加倍努力工作，以便可以缴付政府的税务：“明白为何政府需要更多税收，感到高兴可以扮演一个角色，明天云顶会被承认为马来西亚最大的缴税企业。”。在研讨会结束后，他也和时任首相马哈迪·莫哈末举行了简短的会面。
2022年1月，受新冠疫情影响，云顶香港（旗下包括丽星邮轮）宣布破产。
2025年3月1日，林国泰卸任云顶有限公司CEO，仍任集团执行主席，由拿督斯里陈光汉接任，为公司首位非创办家族出身的CEO。